# Dimorphanthera magnifica
Dimorphanthera magnifica là một loài thực vật có hoa trong họ Thạch nam. Loài này được Sleumer mô tả khoa học đầu tiên năm 1961.